# 笑祖塔院
39°57′09″N 116°21′15″E / 39.952552°N 116.354274°E
笑祖塔院是位于中華人民共和國北京市海淀区笑祖塔院42号的汉传佛教寺院，位于小西门（即元大都肃清门）外西南方向，即今北京北站以北，京包铁路以东。笑祖塔院也是该塔院所在地的地名，因為原有明朝高僧笑岩德宝的灵塔华严永安普同塔而得名。此外，此处原有笑祖塔院村，如今成为了海淀区北太平庄街道笑祖塔院社区，因京张铁路的地理阻隔一直是仅次于相邻的展览路街道滨河社区据北京市中心最近的城中村。京张高铁修建过程中，该村（社区）除文物保护单位笑祖塔院外均被拆迁铲平，目前为笑祖塔院社区综治维稳中心，其所辖的滨河社区北部则属滨河社区综合治理工作站（综治中心）。

## 历史
《钦定日下旧闻考·卷五十二·城市内城西城三》载：
补：笑岩德宝禅师，生长都下，受法于玉泉明聪。万历初，居西城之柳巷，人罕知者。一日，有梵僧来叅，亚身翘袖，作种种相，师以拄杖画字，随方答之，僧作礼腾空而去。弟子问：“适来僧问何法？”师曰：“此阿罗汉，西天秘密语也。”云栖祩宏曰：“予尝游京师，叅笑岩于柳巷，败屋数椽，残僧数辈而已。”其高致可想见。今其塔在小西门，万历十二年立塔铭，云南布政司叅政南城罗汝芳所撰也。（《泠然志》）
増：明僧德宝，号笑岩，京师人，锦衣世家，吳氏子也，生于正德壬申（1512年），年二十二披薙于都门之广慧寺，师事了空，徧叅名山，得绍临济二十八代衣钵，其传灯弟子则有天童磬山焉，卒年七十四。墓在西直门外之小西门。我世祖章皇帝诏举天下高僧如报恩目澄昂溪者，皆其法裔也。世祖章皇帝三瞻礼焉，且命朔望祀之所。著有南北集行世。（《宛平县志》）

臣等谨按：今西直门草厂地，有以柳巷名者。小西门僧塔无考。
《重立月心禅师碑记》称，笑岩德宝“邃然示寂。时万历辛己岁正月十九日也。乃瘗灵骨于西直门外之小西门，建塔岿然并勒碑志其事。”可见，笑岩徳宝的灵塔最早可能创建于万历辛己年（1581年）。万历十二年（1584年），罗汝芳撰写塔铭立碑。崇祯末年，“国变，塔几毁。”（《重修笑岩祖塔记》）
清朝顺治三年（1646年），僧人汉萍辨认出了碑石并加保护。顺治十三年（1656年），玉林通琇及其法嗣茆溪森（行森）、慧枢（行地）自南方前来扫塔，见荒凉之景，乃廓地增土垣，大加修缮。顺治十七年（1660年），玄水杲在憨璞性聪与天童道忞的支持下，“捐衣赀重廓地若干亩，砻石为墙，中辟三门，内修房舍，可寝可兴，规制遂为大备。”（《顺治十七年重修笑岩祖塔记》）
康熙三十八年（己卯年，1699年），笑祖塔院再次重修，自此笑祖塔院基本形成了如今的规模。光绪十三年（1887年），笑祖塔院又获重修。
《重立月心禅师碑记》称，“自有明至今三百年来，寰海宗工凡临济正宗皆其后裔，每值春季，定规扫塔。”这俗称为“三月三转塔”，即每年农历三月初三举行的扫塔仪式。该仪式一直到中华人民共和国初期仍在举行。
文化大革命期间，笑祖塔院被北京皮鞋厂占为职工宿舍。灵塔被造反派毁灭，院墙被拆毁。1980年代，笑祖塔院的产权收归北京市佛教协会，但殿宇一直未能腾退，周围被民房遮挡。21世纪初，海淀区人民政府对笑祖塔院建筑进行过翻修。

## 建筑
笑祖塔院以西，原来有一条南北向的大路，向南曲折通往西直门外关厢，向北和小西门外的道路相连接。这条大路的北段与如今的笑祖北路北段重合，南段已经因京包铁路及北京地铁13号线的兴建而被截断。
笑祖塔院坐东朝西，门西向正对该大路。塔院内原有硬山大殿三间及两侧耳房，南北配殿各三间。大殿内供奉笑岩德宝泥像一尊。塔院周围有土墙。此外，还有南跨院。笑岩祖师灵塔位于笑祖塔院东侧的高阜之上，砖甃围墙，西墙中间辟有一门，门下有石阶通向大殿。